# Corydalis saltatoria
Corydalis saltatoria är en vallmoväxtart som beskrevs av W. W. Smith. Corydalis saltatoria ingår i släktet nunneörter, och familjen vallmoväxter. Inga underarter finns listade i Catalogue of Life.